# Нові мутанти
«Нові мутанти» (англ. The New Mutants) — американський супергеройський бойовик режисера та сценариста Джоша Буна. Стрічка розповідає про групу мутантів, що борються за виживання. У головних ролях Аня Тейлор-Джой, Мейсі Вільямс, Чарлі Гітон, Генрі Зага, Блу Гант та Алісе Брага.
Кінопрем'єра початково була запланована на квітень 2020 року, але через спалах коронавірусу була перенесена на 28 серпня 2020.

## У ролях
| Актор           | Персонаж                   | Примітка                                                                                     |
| --------------- | -------------------------- | -------------------------------------------------------------------------------------------- |
| Блу Гант        | Даніелла Мунстар / Міраж   | шаєнка, мутантка із здібностями створення ілюзій                                             |
| Аня Тейлор-Джой | Ільяна Распутіна / Меджік  | росіянка, мутантка із здібностями до телепортації та прикликання магічного обладунку з мечем |
| Мейсі Вільямс   | Рейн Сінклер / Вольфсбейн  | шотландка, мутантка із здібностями перетворення у вовка                                      |
| Чарлі Гітон     | Сем Гатрі / Гарматне Ядро  | американець, мутант із здібностями до польоту, наче ядро з гармати                           |
| Генрі Зага      | Роберто да Коста / Санспот | бразилець, мутант із здібностями керувати сонячною енергією                                  |
| Алісе Брага     | Сесілія Рейєс              | наставниця групи, мутантка із здібностями створення силових полів                            |
| Адам Біч        | Вільям Лонестар            | батько Дені                                                                                  |
| Мерілін Менсон  | Smiley Men                 | озвучення                                                                                    |

## Створення фільму

### Знімальна група
- Кінорежисер — Джош Бун
- Сценаристи — Джош Бун, Нейт Лі
- Кінопродюсери — Саймон Кінберг, Карен Розенфельт, Лорен Шулер
- Композитори — Майк Могіс, Нейт Волкотт
- Кінооператор — Пітер Демінг
- Кіномонтаж — Робб Салліван
- Підбір акторів — Ронна Кресс
- Художник-постановник — Моллі Г'юз
- Артдиректори — Раві Бансал, Стів Купер, Лойк Ціммерманн
- Художники по костюмах — Ліса Еванс і Вірджинія Джонсон[3].

## Реліз
Прем'єра фільму «Нові мутанти», за словами продюсера Саймона Кінберга відбудеться у квітні 2020 році, хоча спочатку прем'єра була запланована на 13 квітня 2018 року. Однак фільм був відкладений до 22 лютого 2019 року, перш ніж дату релізу знову змінили на поточну. Одначе фільм був знову відкладений і в результаті вийшов на великі екрани 3 вересня 2020 року.